# Maik Taylor
Maik Stefan Taylor (ur. 4 września 1971 w Hildesheimie) – północnoirlandzki piłkarz występujący na pozycji bramkarza w Birmingham City. Jego ojciec jest Anglikiem zaś matka Niemką jednak reprezentuje Irlandię Północną, gdyż posiada brytyjski paszport i może grać dla którejkolwiek reprezentacji z Wysp Brytyjskich.

## Kariera klubowa
Taylor urodził się w Hildesheimie w Niemczech jednak swoją zawodową karierę piłkarską rozpoczął w 1992 roku w angielskim Farnborough F.C. W sezonie 1993/1994 jego drużyna zajęła 1. miejsce w Southern Football League Premier Division Występował tam przez trzy sezony aż do roku 1995, kiedy to przeniósł się do ekipy Barnet F.C. W drużynie The Bees grał do roku 1996. W tym czasie wystąpił w 70 ligowych pojedynkach. Następnie przeszedł do innego angielskiego klubu – Southampton F.C. Występował tam tylko przez jeden niepełny sezon. Koszulkę Southampton zakładał 18 razy. Następnie przeniósł się za kwotę 700 tysięcy funtów do Fulham F.C. Z tą drużyną w sezonie 1998/1999 wygrał drugą dywizję. Zaś dwa lata później the Whites awansowali do Premier League. Już w pierwszym sezonie w Premiership Maik mógł się cieszyć z wygrania Pucharu Intertoto. W roku 2003 Fulham wypożyczyło go do Birmingham City. 22 marca 2004 Blues wykupiło go od Fulham za sumę 1,5 mln funtów. Jest podstawowym bramkarzem swojego klubu. Gra tam z numerem 1 na koszulce.

## Kariera reprezentacyjna
Maik urodził się w Niemczech. Jednak posiada brytyjski paszport i gra dla Irlandii Północnej. W roku 1999 zagrał jeden mecz w reprezentacji B swojego kraju. W kadrze A zadebiutował 27 marca tego samego roku w przegranym 3-0 spotkaniu z Niemcami. Mecz ten odbywał się w ramach eliminacji do Euro 2000. 21 kwietnia 1999 rozegrał także swoje pierwsze i jedyne spotkanie w reprezentacji U-21. Norn Iron ten mecz grali ze Szwajcarią. Spotkanie to zakończył się wynikiem 2-1 dla Irlandii Północnej. Łącznie w barwach narodowych wystąpił 80 razy.

## Sukcesy
Fulham F.C.
- Puchar Intertoto (1):2002